# 錫爾弗頓鎮區 (明尼蘇達州彭寧頓縣)
錫爾弗頓鎮區（英語：Silverton Township）是位於美國明尼蘇達州彭寧頓縣的一個行政鎮區。

## 地方資料
錫爾弗頓鎮區的面積為69.06平方千米，皆為陸地。根據2020年美國人口普查的數據，當地共有人口187人，而人口密度為每平方千米2.71人。